# Moore (cràter)
|  | Aquest article tracta sobre un cràter de la Lluna. Si cerqueu un cràter de Venus, vegeu «Moore (cràter de Venus)». |

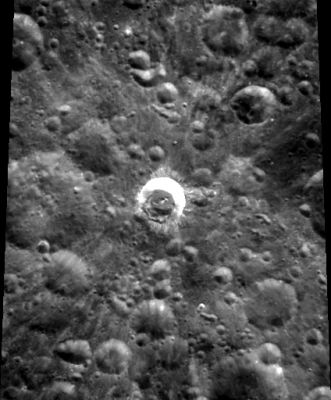
Cŕater satèl·lit Moore F. Fotografia de la missió Clementine (1994)

Moore és un cràter d'impacte pertanyent a la cara oculta de la Lluna. Igual que gran part de la cara oculta, Moore es troba en una regió que ha estat saturada pels impactes. Prop d'aquest element es localitzen Larmor al sud-sud-oest, i Parsons a la mateixa distància cap a l'oest.

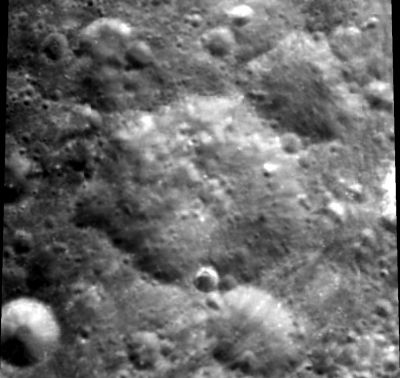
Fotografia de la missió Clementine (1994)

Aquest cràter ha estat desgastat i danyat per impactes posteriors, particularment en la vora occidental, on està recobert per un cràter doble. El sòl interior és irregular i està marcat per una cadena d'impactes fusionats que s'estén des del sector nord-oest de la vora fins al punt central. El cràter satèl·lit Moore L està unit a l'exterior de la vora en el seu costat sud-sud-est. A l'est, el cràter satèl·lit Moore F té una vora amb una albedo relativament alta, i es troba al centre d'un petit sistema de marques radials.

## Cràters satèl·lit
Per convenció aquests elements són identificats en els mapes lunars posant la lletra en el costat del punt central del cràter que està més prop de Moore.
|       | \| Moore \| Coordenades \| Diàmetre \| \| ----- \| -------------------------------------- \| -------- \| \| F \| 37° 24′ N, 175° 00′ O / 37.4°N,175.0°O \| 24 km \| \| L \| 36° 06′ N, 177° 06′ O / 36.1°N,177.1°O \| 27 km \| |          |
| Moore | Coordenades | Diàmetre |
| F     | 37° 24′ N, 175° 00′ O / 37.4°N,175.0°O | 24 km    |
| L     | 36° 06′ N, 177° 06′ O / 36.1°N,177.1°O | 27 km    |